# Danilinho
Danilinho, właśc. Danilo Verón Bairros (ur. 11 marca 1987 w Ponta Porã) – brazylijski piłkarz z obywatelstwem meksykańskim występujący na pozycji skrzydłowego lub ofensywnego pomocnika.

## Kariera klubowa
Danilinho – opisywany jako filigranowy, dynamiczny oraz obdarzony świetną techniką i dryblingiem zawodnik – jest wychowankiem klubu América FC z siedzibą w São José do Rio Preto, w którym rozpoczął treningi jako trzynastolatek. W 2000 roku wraz ze swoją drużyną triumfował w mistrzostwach stanu São Paulo do lat piętnastu. W 2003 roku trafił do akademii juniorskiej niemieckiego FC Schalke 04 z Gelsenkirchen, jednak spędził tam zaledwie kilka miesięcy, nie potrafiąc zaadaptować się do życia w Europie. W styczniu 2004 powrócił do ojczyzny, na zasadzie rocznego wypożyczenia zasilając ekipę Mirassol FC, z którą zajął drugie miejsce w rozgrywkach trzeciej ligi stanowej – Campeonato Paulista Série A3. Kilka miesięcy później udał się na wypożyczenie po raz kolejny, tym razem do swojego macierzystego América FC. Tam spędził z kolei pół roku, nie odnosząc żadnych sukcesów w lidze stanowej.
Latem 2005 Danilinho na zasadzie wolnego transferu został piłkarzem jednego z największych klubów w kraju – Santos FC, w którego barwach 7 maja 2005 w wygranym 2:1 meczu z Athletico Paranaense za kadencji szkoleniowca Alexandre Gallo zadebiutował w Campeonato Brasileiro Série A. Nie potrafił sobie jednak wywalczyć miejsca w wyjściowym składzie, mając za rywali do miejsca w składzie graczy takich jak Robinho, Ricardinho czy Giovanni. W styczniu 2006 po raz kolejny został wypożyczony do América FC, gdzie spędził z kolei cztery miesiące, a zaraz po tym podpisał umowę z drugoligową drużyną Atlético Mineiro z miasta Belo Horizonte. Tam mimo młodego wieku od razu został kluczowym zawodnikiem ekipy i na koniec rozgrywek 2006 awansował z nią do najwyższej klasie rozgrywkowej. Szybko zyskał wielkie uznanie u kibiców Atlético, którzy ogłosili go następcą klubowej legendy – Marquesa. W 2007 roku wygrał ze swoją drużyną rozgrywki ligi stanowej – Campeonato Mineiro, a premierowego gola w pierwszej lidze strzelił 17 czerwca 2007 w wygranej 4:1 konfrontacji z Figueirense. W 2008 roku zajął z Atlético drugie miejsce w lidze stanowej.
W lipcu 2008 Danilinho za sumę czterech milionów dolarów przeszedł do meksykańskiego zespołu Jaguares de Chiapas z siedzibą w Tuxtla Gutiérrez. W meksykańskiej Primera División zadebiutował 26 lipca 2008 w przegranym 0:5 spotkaniu z Atlasem, natomiast pierwszą bramkę w lidze meksykańskiej strzelił 31 sierpnia tego samego roku w zremisowanym 1:1 pojedynku z Pueblą. Z miejsca wywalczył sobie niepodważalne miejsce w wyjściowym składzie i w Jaguares występował ostatecznie przez kolejne dwa i pół roku, będąc czołowym graczem ekipy, jednak nie odniósł większych osiągnięć drużynowych. W styczniu 2011 przeszedł do wyżej notowanej drużyny Tigres UANL z miasta Monterrey, który za jego transfer zapłacił pięć milionów dolarów. Tam również szybko został podstawowym piłkarzem zespołu prowadzonego przez swojego rodaka Ricardo Ferrettiego i w jesiennym sezonie Apertura 2011 wywalczył z nim tytuł mistrza Meksyku.
Wiosną 2012 Danilinho powrócił do Atlético Mineiro na zasadzie wypożyczenia opiewającego na kwotę miliona dolarów. Tam występował z powodzeniem przez kolejny rok – został uczyniony przez szkoleniowca Cucę głównym rozgrywającym drużyny, tworząc kreatywną formację pomocy z Ronaldinho i Bernardem, triumfował w rozgrywkach Campeonato Mineiro, a także zdobył wicemistrzostwo Brazylii. Bezpośrednio po tym powrócił do Tigres, gdzie jako kluczowy zawodnik formacji ofensywnej występował przez półtora roku, a w wiosennym sezonie Clausura 2014 wywalczył ze swoją ekipą puchar Meksyku – Copa MX. Sam zanotował jednak słabszy sezon, wskutek czego zaraz po tym sukcesie udał się na wypożyczenie do niżej notowanego Querétaro FC. Tam od razu wywalczył sobie miejsce w składzie, w sezonie Clausura 2015 jako podstawowy gracz zdobywając wicemistrzostwo Meksyku. Bezpośrednio po tym sukcesie został wykupiony przez władze Querétaro na stałe.
W styczniu 2016 Danilinho został wypożyczony do ekipy Chiapas FC (kontynuatora tradycji jego byłego klubu – Jaguares), gdzie bez poważniejszych osiągnięć spędził pół roku. W międzyczasie otrzymał meksykańskie obywatelstwo, w wyniku wieloletniego zamieszkiwania w tym kraju. Niedługo potem powrócił do ojczyzny, na zasadzie wypożyczenia zasilając Fluminense FC z siedzibą w Rio de Janeiro, dokąd został ściągnięty przez Levira Culpiego – swojego byłego trenera z Atlético Mineiro.

## Kariera reprezentacyjna
W styczniu 2007 Danilinho został powołany przez szkoleniowca Nelsona Rodriguesa do reprezentacji Brazylii U-20 na Mistrzostwa Ameryki Południowej U-20. Tam wystąpił w sześciu z dziewięciu spotkań (we wszystkich jednak pojawiał się na placu gry jako rezerwowy), zdobywając gola w spotkaniu z Paragwajem (1:0). Jego kadra – w której występowali wtedy również gracze tacy jak Willian, Alexandre Pato czy Luiz Adriano – triumfowała ostatecznie w tym turnieju, kwalifikując się na Mistrzostwa Świata U-20 w Kanadzie. Sam Danilinho nie znalazł się jednak w składzie na światowy czempionat.

## Statystyki kariery
| Mirassol         | 2004      | Brazylia |         | –  | –  | ?  | ?        | –   | – | –   | 0  | 0  |
| América SP       | 2005      | Brazylia | Série C | –  | –  | ?  | ?        | –   | – | –   | 0  | 0  |
| Santos FC        | 2005      | Brazylia | Série A | 9  | 0  | ?  | ?        | CS  | 1 | 0   | 10 | 0  |
| Santos FC        | 2006      | Brazylia | Série A | –  | –  | ?  | ?        | –   | – | –   | 0  | 0  |
| América SP       | 2006      | Brazylia | Série C | –  | –  | ?  | ?        | –   | – | –   | 0  | 0  |
| Atlético Mineiro | 2006      | Brazylia | Série B | 28 | 6  | ?  | ?        | –   | – | –   | 28 | 6  |
| Atlético Mineiro | 2007      | Brazylia | Série A | 31 | 7  | 17 | 3        | –   | – | –   | 48 | 10 |
| Atlético Mineiro | 2008      | Brazylia | Série A | 6  | 1  | 21 | 7        | –   | – | –   | 27 | 8  |
| Chiapas          | 2008–2009 | Meksyk   | Liga MX | 33 | 8  | –  | –        | –   | – | –   | 33 | 8  |
| Chiapas          | 2009–2010 | Meksyk   | Liga MX | 32 | 5  | 3  | 0        | –   | – | –   | 35 | 5  |
| Chiapas          | 2010–2011 | Meksyk   | Liga MX | 19 | 4  | –  | –        | –   | – | –   | 19 | 4  |
| UANL             | 2010–2011 | Meksyk   | Liga MX | 19 | 2  | –  | –        | –   | – | –   | 19 | 2  |
| UANL             | 2011–2012 | Meksyk   | Liga MX | 23 | 2  | –  | –        | –   | – | –   | 23 | 2  |
| Atlético Mineiro | 2012      | Brazylia | Série A | 21 | 6  | 14 | 3        | –   | – | –   | 35 | 9  |
| UANL             | 2012–2013 | Meksyk   | Liga MX | 19 | 3  | –  | –        | LMC | 1 | 0   | 20 | 3  |
| UANL             | 2013–2014 | Meksyk   | Liga MX | 36 | 2  | 7  | 1        | –   | – | –   | 43 | 3  |
| Querétaro        | 2014–2015 | Meksyk   | Liga MX | 36 | 0  | 6  | 0        | –   | – | –   | 42 | 0  |
| Querétaro        | 2015–2016 | Meksyk   | Liga MX | 14 | 0  | –  | –        | LMC | 3 | 1   | 17 | 1  |
| Chiapas          | 2015–2016 | Meksyk   | Liga MX | 15 | 1  | –  | –        | –   | – | –   | 15 | 1  |
| Fluminense FC    | 2016      | Brazylia | Série A | 9  | 0  | 1  | 0        | –   | – | –   | 10 | 0  |
| Fluminense FC    | 2017      | Brazylia | Série A | 0  | 0  | –  | –        | –   | – | –   | 0  | 0  |
| Ogółem           |           |          |         |    |    |    |          |     |   |     |    |    |
| Brazylia         | Brazylia  | Brazylia | 104     | 20 | 53 | 13 | CS       | 1   | 0 | 158 | 33 |    |
| Meksyk           | Meksyk    | Meksyk   | 246     | 27 | 16 | 1  | LMC      | 4   | 1 | 266 | 29 |    |
| Ogółem           | Ogółem    | Ogółem   | 350     | 47 | 69 | 14 | CS + LMC | 5   | 1 | 424 | 62 |    |

- CS – Copa Sudamericana
- LMC – Liga Mistrzów CONCACAF